# Concours International de Fantasie Classique 1935

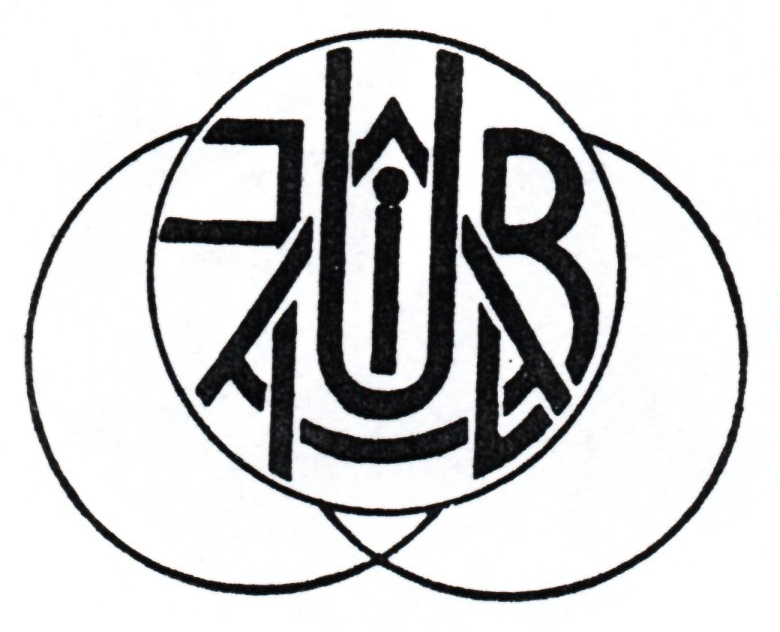
Logo UIFAB (ausrichtender Verband)

Veranstaltungsort: Lille

Die Concours International de Fantasie Classique 1935 war das 5. Turnier in dieser Disziplin des Karambolagebillards und fand vom 4. bis zum 6. Juli 1935 in Lille statt.

## Geschichte
Das fünfte Concours International de Fantasie Classique ähnelte stark einer französischen Meisterschaft mit ausländischer Beteiligung. Allein die ersten vier Plätze wurden durch Franzosen erobert. Zum dritten Mal als Sieger beendete Jean Albert das Turnier vor Jacques Davin und Richard Kron.

## Modus
Gespielt wurden 64 verschiedene Figuren mit verschiedenen Punktewertungen. Jeder Teilnehmer hatte pro Figur vier Versuche. Die maximale Punktzahl betrug 416 Punkte.

Gewertet wurde wie folgt:
1. Punkte = Erzielte Punkte
2. Versuche = Anzahl der gespielten Versuche
3. gelöste Figuren = gelöste Figuren
4. % = Prozentual erreichte Punkte

## Abschlusstabelle
| Platz                        | Name                  | Punkte | Versuche | gel. Figuren | %     |
| ---------------------------- | --------------------- | ------ | -------- | ------------ | ----- |
| 1                            | Jean Albert           | 215    | 200      | 34           | 51,68 |
| 2                            | Jacques Davin         | 129    | 218      | 21           | 31,00 |
| 3                            | Richard Kron          | 123    | 213      | 22           | 29,56 |
| 4                            | Charles Mairesse      | 106    | 218      | 20           | 25,48 |
| 5                            | Jean Faniel           | 94     | 216      | 18           | 22,59 |
| 6                            | Armando Martinez Sagi | 94     | 227      | 19           | 22,59 |
| Turnierdurchschnitt: 30,48 % |                       |        |          |              |       |